# سفارت اسپانیا در واشینگتن
سفارت اسپانیا در واشینگتن (به انگلیسی: Embassy of Spain) یک منطقهٔ مسکونی و نمایندگی سیاسی این کشور در ایالات متحده آمریکا است که در West End واقع شده‌است.